# Heliosciurus ruwenzorii
Heliosciurus ruwenzorii — вид гризунів родини Sciuridae. Зустрічається в Бурунді, Демократичній Республіці Конго, Руанді та Уганді. Його природними середовищами існування є субтропічні або тропічні вологі гірські ліси та орні землі.

## Характеристики
H. ruwenzorii це середня або велика вивірка роду, що досягає середньої довжини голови й тулуба приблизно від 19,2 до 24,2 сантиметра, довжини хвоста приблизно від 22 до 26,7 сантиметра та ваги приблизно від 250 до 320 грамів. Задні лапи мають довжину приблизно 5,5 міліметра, а вуха — від 15 до 20 міліметрів. Хутро на спині та боках середньо-сіре, густе та густе. Низ характеризується чітко вираженою білою смугою, яка проходить від підборіддя через горло та черево до геніталій. Черево облямовано кремово-білою або оливковою ділянкою, залежно від підвиду. Голова та зовнішні частини ніг сірі. Хвіст порівняно довгий, близько 110% довжини голови й тулуба. Він тонкий і має чітко помітні сірі та білі кільця, що чергуються.

## Спосіб життя
H. ruwenzorii мешкає в гірських та бамбукових лісах у високогір'ї на висоті від 1600 до 2700 метрів. Деякі підвиди також зустрічаються в низинних лісових насадженнях, галерейних лісах, на лісових узліссях та у відкритих деревних насадженнях. Ці тварини ведуть денний спосіб життя та переважно деревні, віддаючи перевагу нижнім рівням рослинності, а не верхівкам дерев. Вони харчуються переважно травоїдно, різними фруктами або лишайниками роду Usnea. Іноді вони їдять комах. В околицях сільськогосподарських угідь вони також харчуються такими культурами, як гуава, папая, банани та пальмові плоди. За словами місцевих жителів, вивірки будують сховища. Гнізда будують з листя та гілочок. Тварини зазвичай живуть поодинці або парами, спілкуючись гучними криками.